# DirecTV (Chile)
DIRECTV Chile (DTV) es la filial chilena de DirecTV Latin America, una proveedora de Televisión Paga e Internet  que opera en el país desde 1997. 
El 18 de mayo de 2014 se anunció la compra de DirecTV por parte de AT&T por la suma de 48 500 millones de dólares, con lo cual es el nuevo propietario de sus operaciones tanto en Estados Unidos como el resto de América.

## Historia
En 1997, VTR firma un tratado de exclusividad con Galaxy Latin America, empresa conjunta entre el Grupo Cisneros y Hughes Electronics Corporation, para lanzar un servicio de televisión satelital con el nombre de VTR Galaxy bajo la marca DirecTV.
Sky Chile fue inaugurada en septiembre de 1998, con transmisiones en directo de los partidos del Campeonato Nacional Banco del Estado de Chile en forma exclusiva con los relatos de Sebastián "Tatán" Luchsinger y Claudio Palma, comentarios de Rodrigo Sepúlveda, Rodrigo Norambuena y Luka Tudor, y la conducción de Rodrigo Astorga y Patricio Muñoz. 
En 2004, debido a la fusión entre Metrópolis-Intercom y VTR, esta última entregó la empresa VTR Galaxy Chile S.A. (gestora de DirecTV en el país) a Sky.
En octubre de 2004, los propietarios de Sky decidieron fusionar dicha marca con DirecTV y adoptar su marca, caso contrario al de México o Brasil, donde esta última absorbió a los clientes de DirecTV. Debido a esto, se posicionó como la única empresa de televisión satelital hasta la llegada de Zap TV (actual Claro TV) y Telefónica TV Digital (actual Movistar TV). 
En mayo de 2018 DirecTV Chile lanza el primer canal 4K disponible en el país. Ese mismo año lanza su servicio DirecTV Go.

## Posicionamiento en el mercado
- Durante el segundo trimestre de 2011 la empresa se posiciona como la segunda empresa de televisión pagada con mayor crecimiento en Chile, registrando un 23,8 % del total del mercado.[6]
- En 2012, la empresa lideró el mercado de televisión de pago, con un 18,7 % de participación del mercado.[7]
- Entre 2012 y 2015, DirecTV Chile recibió el premio «Lealtad del Consumidor» NPS.[8]
- Entre los meses de diciembre de 2012 y marzo de 2013, la empresa se consolida como la primera empresa de televisión pagada que más creció en el país.[9]
- Entre 2011 y 2018, DirecTV Chile recibe anualmente, el premio nacional de Satisfacción de Clientes ProCalidad[10] como el mejor servicio de televisión pagada.[11]
- En 2018, DirecTV se convierte en el segundo operador de Chile en número de suscriptores, tras VTR,[12] con un 20,3% del mercado